# 아브로 링컨

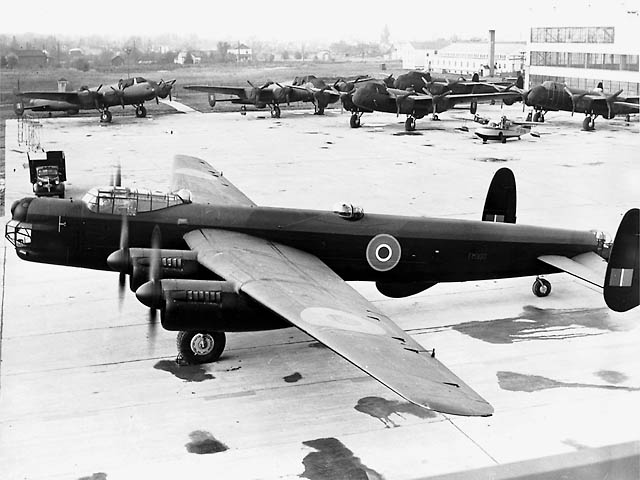

아브로 링컨은 영국 공군(RAF)의 마지막 프로펠러 추진 폭격기이다. 외형은 랭카스터에 비해 큰 차이가 없다. 아브로 링컨은 1944년 시방서 b.14/43에 의해 만들어졌고 1944년에 첫 비행을 한 이래 그 다음해인 1945년에 드디어 배치되기 시작하였다. 이 기체는 일본에 대한 공격을 위해 만들어졌는데, 그리하여 제작된 이후 잠시 영연방 소속 부대에 배치되었으나, 일본의 항복 이후 별 쓸모가 없게 되었다. 그러나 나중에 영연방 국가와 MNLA 사이의 전쟁에서 호주 공군이 이 기체를 이용하여 폭격을 하기도 하였다. 링컨 폭격기는 영국 본토 외에도 여러 영연방 국가에서 운용되곤 했다. 또한 링컨은 영국 아브로 사 말고도 캐나다의 빅토리 항공사에서도 제작되었다. 이 폭격기는 랭카스터의 마지막 사용국가였던 캐나다 공군이 모든 임무를 해제하고 랭카스터를 퇴역시키던 1963년에 모두 퇴역하고 그 후 동사의 아브로 벌컨 제트 폭격기나 핸들리 페이지 사의 헨들리 페이지 빅터 제트 폭격기로 다 대체되었다. 구별하는 방법은 기수의 방어기총 모양, 기관총 구경, 크기, 프로펠러 날 수 등으로 구별이 가능하다. 주요 사용자는 영국 공군 외에도 캐나다공군, 호주공군, 아르헨티나 공군 등지에서 사용하였다.

## 관련된 개발
- 아브로 튜더

## 같이 보기
- 아브로 랭커스터
- 아브로 튜더
- 보잉 B-29 슈퍼포트리스
- 보잉 B-50 슈퍼포트리스